# Wonga.pl
Wonga.pl sp. z o.o. – polska instytucja finansowa oferująca pożyczki pod markami handlowymi Wonga oraz Wonga.com, działająca od 2012. Część grupy kapitałowej FW Kruk i działa tylko w Polsce. Spółka w latach 2012–2019 była częścią brytyjskiej grupy Wonga.com.

## Historia
Spółka rozpoczęła działalność w kwietniu 2012. Od początku wyspecjalizowała się w udzielaniu mikropożyczek z krótkim terminem zapadalności. W maju 2015 poszerzyła ofertę o rozwiązania ratalne.
W czerwcu 2016 firma zaczęła współpracę z programem lojalnościowym Payback, pozwalając na otrzymywanie punktów za zwrot zobowiązania w terminie.
15 marca 2019 grupa Kruk podpisała list intencyjny w sprawie przejęcia całości udziałów polskiej części Wonga. Od czerwca 2019 twarzą kampanii marketingowej jest Piotr Fronczewski.
Firma współpracuje z dwiema firmami ubezpieczeniowymi: HPI i hiPRO.
Wonga trzykrotnie zdobyła tytuł „Etycznej Firmy” przyznawany przez „Puls Biznesu” i PwC. 